# Пампош Бхат
Пампош Бхат  (народилася 19 вересня, Бопал, Індія) - еколог у Нью- Делі та нагороджена письменниця. Бат була вшанована престижною премією поезії Райбаша в 1995 році за свою роботу «Kshitij Кі Khoj Mein» (В пошуках горизонту).
Беручи активну участь в суспільному житті, вона є головою ради опікунів Джвалі,  групи громадянського суспільства , яка прагне сприяти використанню поновлювальних джерел енергії та енергоефективності в Індії. Вона є колишнім членом правління Ради суспільства сонячної енергії Індії.В даний час член консультативного комітету Центральної комісії регулювання електроенергетики.

## Освіта та кар'єра
Бат навчалася в монастирі Святого Йосифа в Бхопалі і відвідувала Університет Бопала (нині університет Баракатуллах), де вона вивчала природничі науки і отримала ступінь магістра в галузі хімії.
Вона почала свою кар'єру в університеті Кашміру як вчений-дослідник, була зайнятою в Університетській Комісії  Грандів дослідницьким проектом з фітохімії. Вона викликала великий інтерес до екологічної політики під час її дослідницької діяльності і вступила до центру Організації Об'єднаних Націй та Азіатсько-Тихоокеанського регіону з передачі технології (ООН-АТЦПТ) Економічної і соціальної комісії ООН для Азії і Тихого океану. В ООН-АТЦПТ вона працювала з метою сприяння використанню поновлюваних джерел енергії і екологічно чистих технологій в країні. Свого часу в ООН АТЦПТ вона також редагувала VATIS Update  - журнал про технологічні процеси і події в області нетрадиційної енергії. Вона одружена з видатним офіцером IAS J&K SL Бхат, який в даний час є головнокомандувачем Комісії державної служби JK.
Бхат приєдналася до ТМС-Індія, німецького двостороннього агентства розвитку в 2003 році. Її місія на ТМС-Індії полягає в сприянні Механізму чистого розвитку (МЧР) в країні і створенні стійкого вуглецевого ринку в Індії. 
Експерт з питань зміни клімату та політики в області поновлюваних джерел енергії, вона також обіймала посаду державного менеджера Ініціативи CMD / СО БМУ в Індії.  Бувши експертом з МЧР, вона була збережена як консультант з кліматичної політики з боку індійських штатів Мадхья - Прадеш, Раджастхан і Західної Бенгалії.В даний час вона працює консультантом, програми з адаптації до зміни клімату, Міжнародної фінансової корпорації, світової банківської групи та є членом Міжнародної консультативної ради "Abengoa", компанії в галузі енергетики та секторів навколишнього середовища, що генерують енергію від сонця, виробляючи біопалива, опріснюючи морську воду та утилізуючи промислові відходи.

## Літературна діяльність
Бхат написала дві збірки віршів, "Trishna" (1995) і "Kshitij Ki Khoj  Mein" (1993). Збірка "Kshitij Кий Khoj  Mein" була визнана переможцем премії Rajbhasha за найкращий твір, написаний народною мовою хінді.
У 2000 році, за її короткою розповіддю "Bub" був знятий однойменний фільм "Bub", це всього лише третій художній фільм цією мовою і перший за 38 років.  Фільм був нагороджений премією  the Nargis Dutt Award за найкращий художній фільм про національну інтеграцію в 2002 році на National Film Awards Президентом Індії.

## Нагороди
- Премія Rajbhasha за поезію, уряд Індії, 1995